# Myron Kyprijan
Myron Wolodymyrowytsch Kyprijan (ukrainisch Мирон Володимирович Кипріян; * 27. Juli 1930 in Wynnyky bei Lwów, Woiwodschaft Lwów, Zweite Polnische Republik; † 3. Dezember 2019) war ein ukrainischer Bühnenbildner, Grafiker, Maler und Restaurator.

## Leben
Myron Kyprijan kam als Sohn des Philatelisten Wolodymyr Kyprijan (1896–1934) in der heute ukrainischen Stadt Wynnyky zur Welt und machte 1948 in Lemberg sein Abitur. Anschließend studierte er bis 1954 am Lwiwer Staatlichen Institut für Angewandte und Dekorative Künste. Von 1954 an war er in Lwiw als Chef-Künstler an einem Puppentheater beschäftigt. 1957 wechselte Kyprijan an das Lwiwer „Marija Sankowezka“-Nationaltheater (Національний академічний український драматичний театр імені Марії Заньковецької) und wurde dort 1963 der Hauptkünstler des Theaters. Während seiner gesamten Tätigkeit am Theater konzipierte er über 350 Theaterproduktionen.
Er besaß bei Tschortkiw ein altes Schloss.

## Ehrungen
Myron Kyprijan erhielt zahlreiche Orden und Ehrungen, darunter:
- 2010 Ukrainischer Verdienstorden 2. Klasse[7]
- 1998 Volkskünstler der Ukraine[5]
- 1997 Ukrainischer Verdienstorden 3. Klasse[7]
- 1978 Taras-Schewtschenko-Preis[7]
- 1967 Verdienter Künstler der Ukrainischen SSR[5]